# ジョージ・カーネギー (ジャコバイト)
ジョージ・カーネギー（英語: George Carnegie、1726年11月18日 – 1799年4月12日）は、スコットランド出身のジャコバイト、貿易商人。1745年ジャコバイト蜂起に参加した後、大陸ヨーロッパに逃亡、スウェーデンで20年ほど貿易商人を務めて財を成したのち帰国した。カーネギー投資銀行の前身にあたる貿易会社D・カーネギー社（D. Carnegie & eo.）を創設したデイヴィッド・カーネギーの父。

## 生涯
第2代準男爵サー・ジョン・カーネギーと妻メアリー（Mary、旧姓バーネット（Burnett）、1754年6月5日没、第3代準男爵サー・トマス・バーネットの次女）の六男として、1726年11月18日にスコットランドで生まれ、19日に洗礼を受けた。
家庭教師から商業について学んでいたが、1745年ジャコバイト蜂起の勃発により中断した。プレストンパンズの戦いの後、カーネギーはジャコバイトとしてホリールードでチャールズ若僭王と合流、若僭王がイングランドに進軍したときも彼に従った。1746年のカロデンの戦いに参戦した後、大陸ヨーロッパに逃亡したのち、ジェームズ・カーネギー・アーバスノット（James Carnegie Arbuthnott）とともに小舟で海に出て、スウェーデン行きの船に拾われた。
カーネギーはヨーテボリで船を降り、そこで商人を生業として過ごした。最初はスウェーデン人に雇われる形で働いたが、1750年代初期に独立し、1758年にヨーテボリで商業活動を行うための市民権を取得した。カーネギーの貿易活動は主にイングランドとの貿易であり、イングランドに錬鉄や木材を輸出して、イングランドから大麦、バター、歴青炭を仕入れたほか、バルト地方からライ麦、麻くずを輸入した。
ヨーテボリに20年間ほど滞在して財を成したのち、カーネギーは帰国して、1767年1月に兄ジェームズの息子にあたる第4代準男爵サー・デイヴィッド・カーネギーからピッタロー（Pittarrow）の領地を購入した。ほかにもチャールトン（Charleton）の領地を購入した。（ただし、1769年に帰国したとする文献もある。）
1799年4月12日にチャールトンで死去、キンナバー（Kinnaber）で埋葬された。息子ジョンが遺産を継承した。

## 家族
1769年3月17日、スーザン・スコット（Susan Scott、1821年4月14日没、デイヴィッド・スコットの長女）と結婚、6男3女をもうけた。
- ジョン - メアリー・フラートン（Mary Fullerton）と結婚して、長男ジョージなどの子供をもうけた[1]。この結婚によりキンナバー（Kinnaber）の継承した[1]。ピッタローやキンナバーなどの領地はこのジョンを通じてジョージが継承したが、ジョージはこれらの領地を売却した[1]
- デイヴィッド（1772年2月8日 モントローズ（英語版） – 1837年1月10日[2]） - 1786年にヨーテボリに送られ、父の会社で商人としての教育を受けた[2]。1803年に貿易会社であるD・カーネギー社（D. Carnegie & eo.、現カーネギー投資銀行（英語版））を設立した[2]。1801年にアン・クリスチャン・ベックマン（Anne Christian Beckman）と結婚、1女スーザン・メアリー・アン（Susan Mary Anne）をもうけた[1]。スーザン・メアリー・アンは1845年に叔父ジェームズの息子デイヴィッド（1813年5月3日 – 1890年2月15日[4]）と結婚して、1男1女をもうけた[1]
- ジェームズ（1773年1月7日 – ?） - 1801年12月、マーガレット・ガレスピー（Margaret Gillespie、ジョン・ガレスピーの娘）と結婚、3男をもうけたが、うち1男が夭折、1男ジェームズは子供のないまま死去した[1]